# Carlos Alberto Lacoste
Carlos Alberto Lacoste (Buenos Aires, 2 febbraio 1929 – Buenos Aires, 24 giugno 2004) è stato un ammiraglio e politico argentino.
Contrammiraglio della Marina militare argentina, fu partecipe del colpo di Stato militare del 24 marzo 1976 e del cosiddetto Processo di riorganizzazione nazionale, l'oppressivo regime militare che governò l'Argentina fino al 1983.

## Biografia
Stretto collaboratore dell'ammiraglio Emilio Massera, uno dei tre capi militari della giunta militare al potere in Argentina, Lacoste, con il grado di capitano di vascello, acquisì una notevole influenza nelle strutture di governo istituite dai militari dopo il colpo di Stato, grazie anche alla sua lontana parentela con la moglie del generale Jorge Videla, presidente de facto della giunta. Lacoste entrò subito a far parte del Ministero del Benessere Sociale presieduto dal contrammiraglio Julio César Bardi, e ricevette l'incarico di assumere il controllo del calcio argentino soppiantando i vecchi dirigenti peronisti, Davide Bracutto e Paulino Niembro. Lacoste destituì bruscamente entro il 31 marzo 1976 tutta la dirigenza dell'AFA.
Dopo l'assassinio del generale Omar Actis divenne il principale dirigente dell'Ente Autárquico Mundial '78 (EAM 78), la struttura amministrativa creata dalla giunta militare di Jorge Rafael Videla per organizzare i campionati del mondo di calcio previsti in Argentina nel 1978. L'EAM 78 era ufficialmente presieduto dal generale Antonio Louis Merlo, ma fu Lacoste che diresse praticamente tutto il grande sforzo organizzativo e propagandistico necessario per dare un'immagine di apparente efficienza e tranquillità dell'Argentina durante i mondiali.
Dopo la destituzione del generale Roberto Eduardo Viola, Lacoste divenne presidente ad interim dell'Argentina dall'11 dicembre 1981 al 22 dicembre 1981, fino all'assunzione della presidenza da parte del generale Leopoldo Galtieri.
Fu processato per corruzione, ma non nel processo alla Giunta Militare Argentina per crimini contro l'umanità, per lo sterminio dei desaparecidos, accuse che colpirono invece altri militari di alto livello.
Divenne un rappresentante sudamericano nella FIFA, e nel 1986 è stato assegnato come supervisore argentino nel sorteggio delle partite della Coppa del Mondo di quell'anno in Messico, alla fine vinte dall'Argentina.